# Stenåldern

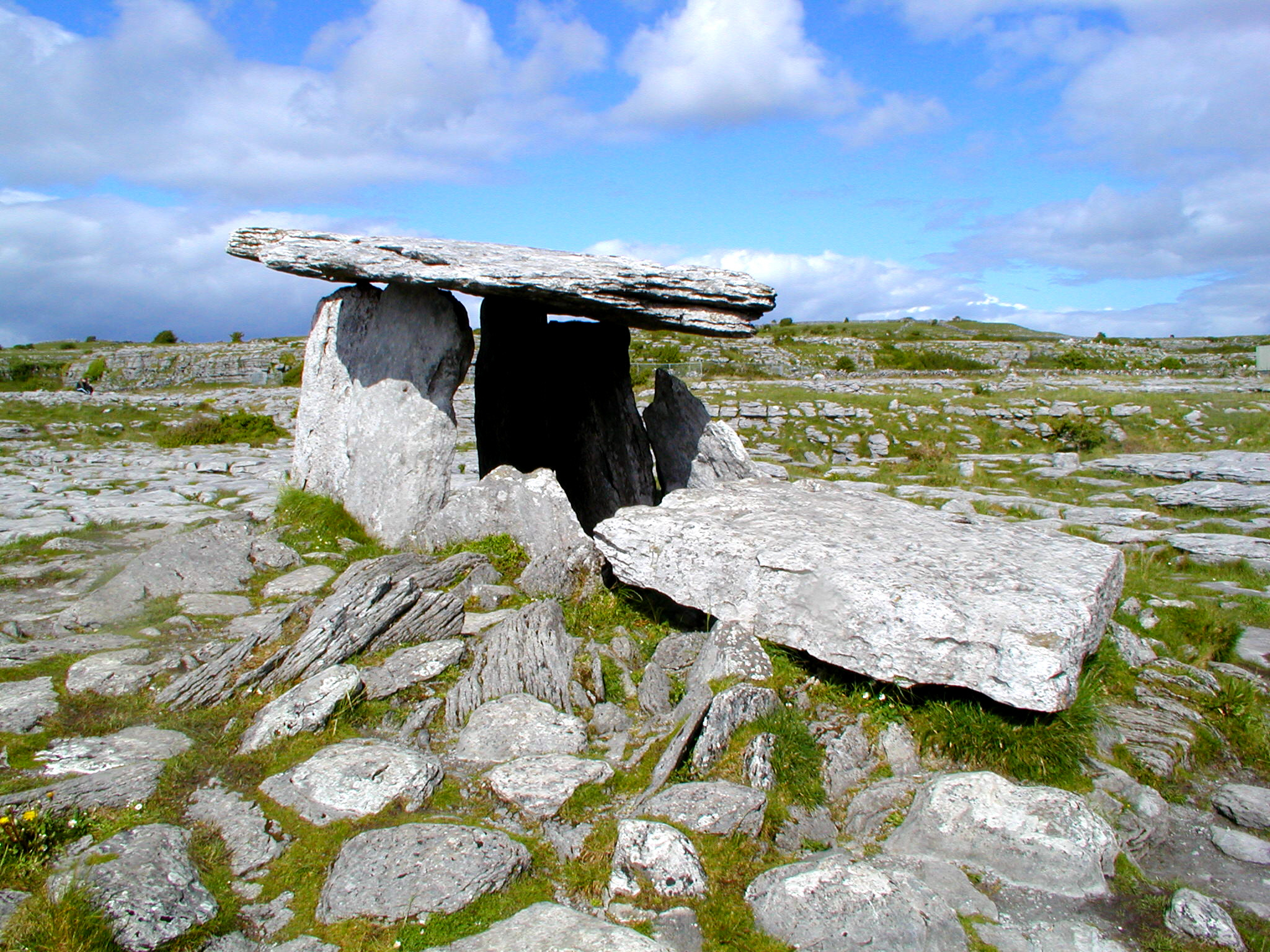
En megalitgrav av typen dös från tidig neolitikum.

Stenåldern är den period i människans historia som inleds med att man börjar tillverka verktyg. Stenåldern är också den första tidsepoken enligt Thomsens treperiodsystem för Gamla världens förhistoriska tid. Namnet kommer av att de flesta av periodens skärande verktyg är av sten. Människan använde sig förstås också av andra material, som till exempel trä, växtfibrer, skinn och ben. Dessa är dock relativt förgängliga och finns sällan bevarade från den tiden.
Stenåldern delas vanligen in i tre eller fyra delar:
- Paleolitikum
- Mesolitikum
- Neolitikum

Ibland räknar man även med en "kopparstenålder" innan bronsåldern slutligen tar vid:
- Kalkolitikum

En enklare uppdelning är jägarstenåldern (äldre stenåldern) för tiden då människan levde av jakt och fiske, och bondestenåldern (yngre stenåldern) för tiden då jordbruket blev människans huvudinriktning. För Skandinaviens del sammanfaller detta dock med uppdelningen mesolitikum kontra neolitikum, eftersom där nästan inte finns några paleolitiska lämningar, dvs ingen äldre stenåldern. Det beror på istidernas inverkan på landskapet.
Vissa anser också att efter paleolitikum följer (beroende på vilken region det gäller och hur utvecklingen ser ut):
- Neolitikum (yngre stenåldern, bondestenåldern) följer direkt på paleolitikum i Västasien, där man uppfinner jordbruket cirka 10000 f.Kr.
- Mesolitikum (mellanstenåldern) följer paleolitikum i norra Europa, och innebär en förändrad livsföring jämfört med den tidigare istiden, dock inte så att man börjar med jordbruk.
- Epipaleolitikum (grekiska "epi" betyder "på") följer paleolitikum i trakter där man varken börjar med jordbruk eller upplever förändrade livsvillkor i och med istidens slut. Dit hör stora delar av Afrika.

## Paleolitikum

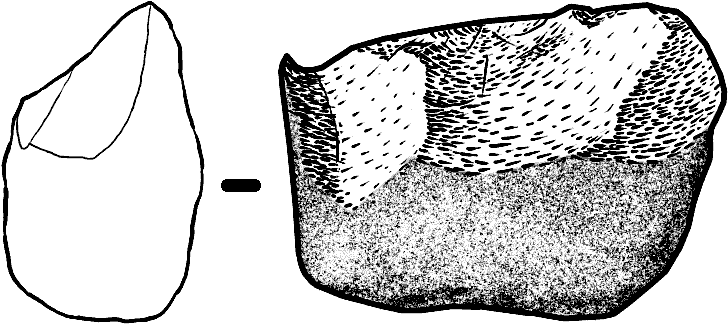
Handyxa av oldowantyp, Dmanisi i Georgien.

Paleolitikum betyder "äldre stenåldern" och är den första perioden i människans historia. Stenåldern börjar när den moderna människans förfäder (de så kallade hominiderna) börjar tillverka stenverktyg. Detta skedde för ca 2 300 000 år sedan och de äldsta kända spåren kommer från Olduvaiklyftan i Östafrika. Denna stenteknologi kallas Oldowan efter platsen där de första spåren påträffats.
Det är ej klarlagt exakt vilken art av förmänniskor som tillverkade de första stenverktygen. Homo habilis, den första arten i vårt eget släkte Homo, är en stark kandidat, men det kan inte uteslutas att även australopitheciner kunde göra enkla stenverktyg. Den mest kända australopithecinen är "Lucy", som dock levde långt tidigare. Lucy är ett fynd av en individ av arten Australopithecus afarensis som hittats vid utgrävningar i Hadar i Afar i Etiopien.
Den första människan som kom till Europa var av arten Homo erectus och förde med sig en stenålderskultur från Afrika. Denna kultur brukar benämnas acheuléenkulturen och redskapen är av samma typ som de som påträffas vid olduvai. Homo erectus uppkommer i Afrika någon gång mellan 1 600 000 och 1 000 000 år sedan. På Java har fynd gjorts som är ca 900 000 år gamla. Vid Ban Mae Tha i Thailand har man påträffat fynd som är ca 700 000 år gamla och det finns också gamla fynd från Zhoukoudian i Kina som är mellan 460 000 och 230 000 år.
Även den senare neandertalmänniskan levde i en relativt välutvecklad stenålderskultur, denna kultur kallas Moustérienkulturen efter en fyndort i södra Frankrike, Le Moustier. Neanderthalarna uppkommer i Europa för ca 400 000 år sedan.  Element från moustérienkulturen delas med den moderna människan (Homo sapiens). Detta gäller framför allt den så kallade levalloistekniken som nyttjas både av neanderthalmänniskor och den moderna människan. Dock finns en hel del betydelsefulla skillnader mellan neanderthalmänniskans moustérienkultur och den moderna människans aurignacienkultur. Bland annat nyttjar neanderthalarna en skivteknik medan Homo sapiens har en fullt utvecklad spånteknologi vid denna tid. De första människorna av arten Homo sapiens kallas ofta Cro magnonmänniskor efter en fyndort i Dordogne i Frankrike. Man tror att Cro Magnonmänniskan var den första som tillverkade riktiga, sydda kläder. Cro Magnon kom till Europa för ca 40 000 år sedan.

## Mesolitikum

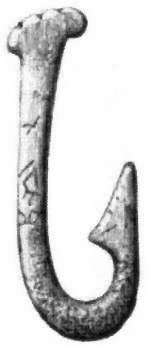
Metkrok av ben från stenåldern, funnen i Skåne.

Det samhälle som uppkom efter paleolitikum benämns "mesolitikum" vilket betyder "mellanstenåldern". På platser där det inte funnits någon inlandsis (till exempel i Afrika) talar man ofta i stället om epipaleolitikum. I Afrika har också de stora däggdjuren levat kvar så att det inte var en sådan omställning. I Sverige har denna tid ofta kallats "äldre stenåldern", eftersom det inte bodde människor här under istiden.
Under den senaste istiden (Weichselnedisningen) livnärde man sig framför allt på att jaga de stora tundralevande däggdjuren: mammut, jättehjort och ullhårig noshörning. När isen sedan drog sig tillbaka började de stora tundralevande däggdjuren dö ut, både på grund av att människan jagat dem i stor utsträckning, och på grund av de stora klimatförändringarna. När de stora djuren som man tidigare jagat försvann, inträdde troligtvis en kris i det paleolitiska samhället och man blev tvungna att lägga om sin livsföring. Istället börjar man under mesolitikum jaga småvilt och fågel. Denna förändrade livsstrategi medförde också att de materiella föremålen fick lov att förändras, och en rad nya innovationer inträder i redskapsinventariet. Till exempel fick de så kallade mikroliterna stort genomslag under mesolitikum.

## Neolitikum

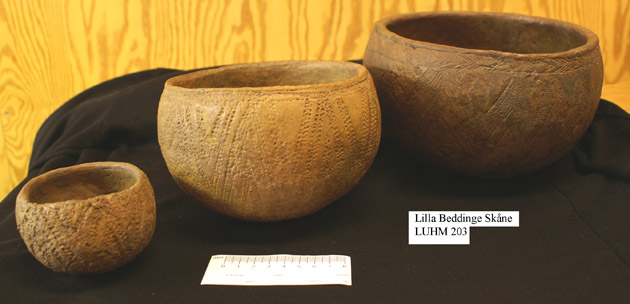
Neolitisk keramik från Skåne.

Neolitikum betyder den yngre stenåldern, och inleds i och med jordbrukets uppkomst i mellanöstern, i Levanten för cirka 10 000 år sedan. Den äldsta kända staden i världen, Jeriko beräknas ha grundats under denna period. Den kultur som befolkade Jeriko är känd som natufienkulturen.
Jordbruket spred sig därefter successivt över jorden. Av denna anledning kallas neolitikum ofta för bondestenåldern. Etableringen i Europa kan delas upp i ett flertal fristående faser med en ryckvis spridning. En av de mest omfattande skedde runt 5500 f.Kr. när stora delar av Centraleuropa anammades av den bandkeramiska kulturen. I Sverige och övriga delar av södra Skandinavien börjar neolitikum samtidigt ca 4000 f.Kr. vilket också är samtidigt med etableringen av jordbruk och boskapsskötsel på de brittiska öarna. I Sydamerika uppkom jordbruket (och i viss mån även metallhantering) oberoende av utvecklingen i Asien och Europa.
Förutom jordbrukets införande innebär också den neolitiska revolutionen att man börjar med att hålla djur i fångenskap. För södra Europa var spannmålsodlingen ofta det viktigaste, men i norra Europa var odlingen marginell och boskapsskötseln det viktigaste. Redan tidigare hade dock hunden domesticerats. 
Ofta associeras också neolitikum med uppkomsten av keramik, detta är dock inte helt korrekt. Den tidigaste keramiken uppkom inom den så kallade Jōmonkulturen i Japan, som åtminstone inledningsvis var en mesolitisk kultur. Keramik användes därtill på olika platser innan jordbruket nådde dit, så till exempel inom den kamkeramiska kulturen i Finland och stora delar av norra Eurasien, där begreppet subneolitikum används, men också inom den mesolitiska Erteböllekulturen i Danmark och Skåne. Båda dessa kulturer hade dock en nära kontakt med jordbrukande kulturer varifrån nyheterna sannolikt kom.
En mycket känd fornlämning från neolitikum är Stonehenge, som utvecklades stegvis under bondestenåldern men där stenkretsen fick sitt nuvarande utseende först under äldre bronsåldern.

## Kalkolitikum

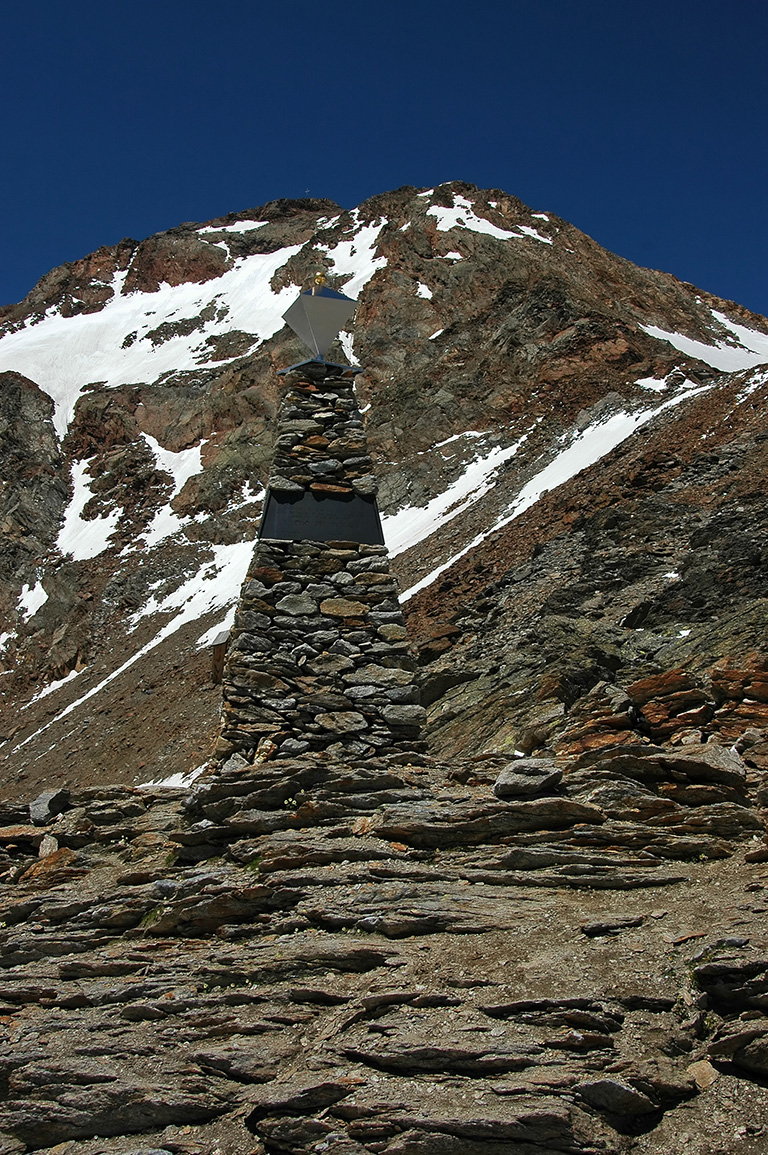
Ötzis minnesmärke.

I vissa områden räknar man även med en kopparstenålder, eller kalkolitikum, mellan stenåldern och bronsåldern. Under denna tid tas de första stegen emot en egentlig metallhantering, med egen tillverkning av ett flertal olika föremålstyper samt eventuell export. Mest betydande var kalkolitikum i sydöstra Europa, där den börjar vid tiden före 4000 f.Kr., men delvis också i västra Europa under några sekler från och med att Klockbägarkulturen etablerades runt 2800 f.Kr. och innan bronsåldern började. Däremot kan inte tidsperioden beläggas i nordöstra Europa eller Skandinavien.
Den så kallade ismannen, Ötzi, härstammar från denna tid. Ötzi gav oss möjligheten att studera Europas stenåldersmänniskors villkor, eftersom mannen dog och begravdes under en glaciär, för att först på 1990-talet åter tina fram och återupptäckas. Mannens utrustning och kropp är utomordentligt välbevarade, från löv- och halmstoppningen i skorna till tatueringarna på kroppen. Tillsammans med fynden av samtida bebyggelse i närliggande trakter (italienska och österrikiska Tyrolen) ger dessa en mycket bra bild av stenåldern i Europa.

## Stenåldern slutar
Stenåldern slutade i och med att bronsåldern började. Metallhantverket utvecklades ur det enkla kopparhantverket som förekom redan under slutet på stenåldern

## Översikt
| Ålder      | Period       | Verktyg                                                               | Ekonomi | Boplatser                                                                                          | Samhälle | Religion |
| ---------- | ------------ | --------------------------------------------------------------------- | --- | -------------------------------------------------------------------------------------------------- | --- | --- |
| Stenåldern | Paleolitikum | Redskap som handyxor, skrapor, spjut, harpuner och nålar används      | Jägare-samlare | Mobil livsstil – grottor för rituellt bruk, men boende i hyddor, tält, ibland vid floder och sjöar | Mindre grupper med jägare och samlare (gissningsvis 25–200 människor)                                                                 | De första bevisen för tro på ett liv efter detta kommer från mellanpaleolitikum eller senpaleolitikum, vilket visar sig i begravningsritualer och förfäderskult. Präster och tjänare vid helgedomar uppkommer under förhistorien. |
| Stenåldern | Mesolitikum  | Redskap som mikroliter, pilbågar och pilar, fiskeredskap, båtar       | Jägare-samlare | Mobil livsstil – grottor för rituellt bruk, men boende i hyddor, tält, ibland vid floder och sjöar | Stammar och band | De första bevisen för tro på ett liv efter detta kommer från mellanpaleolitikum eller senpaleolitikum, vilket visar sig i begravningsritualer och förfäderskult. Präster och tjänare vid helgedomar uppkommer under förhistorien. |
| Stenåldern | Neolitikum   | Redskap som yxor, mejslar, hackor, plogar, skäror, keramik och dolkar | Den neolitiska revolutionen – övergång till jordbruk med odling och boskap. Inslag av jakt, insamling, och fiske samt domesticering av djur. | Bondgårdar                                                                                         | Stamsamhällen och uppkomst av hövdingadömen i en del neolitiska samhällen, senast mot slutet av perioden, men möjligen långt tidigare | De första bevisen för tro på ett liv efter detta kommer från mellanpaleolitikum eller senpaleolitikum, vilket visar sig i begravningsritualer och förfäderskult. Präster och tjänare vid helgedomar uppkommer under förhistorien. |

## Föremål

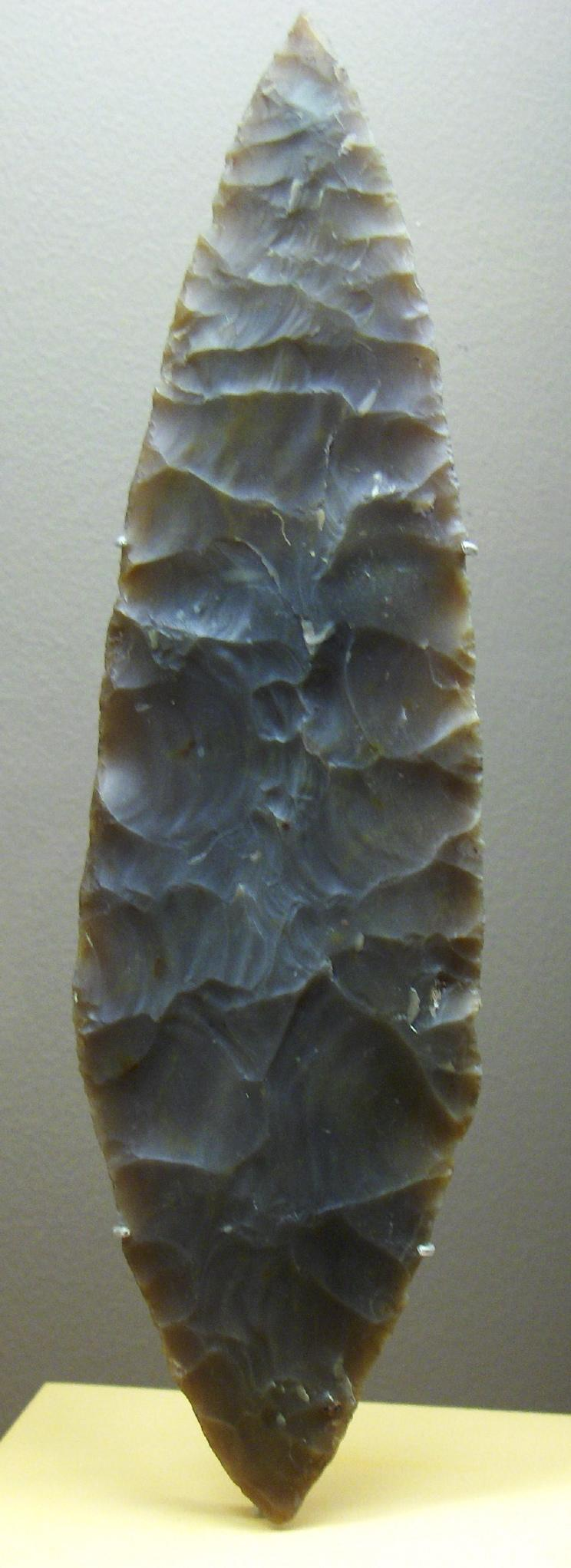
Bifacialt slagen lagerbladsspets från Solutréenkulturen.

Under stenåldern tillverkades stenverktygen primärt av kryptokristallina bergarter som flinta eller av mikrokristallina bergarter som kvarts och kvartsit, men också av täta vulkaniska bergarter som till exempel diabas. Även vulkaniskt glas, obsidian användes där det förekom.
Den första stenteknologin benämns ofta Oldowan efter en fyndort i Afrika, där mycket enkla stenredskap, handyxor, har upphittats. De tillverkades från början genom att en eller ett fåtal avslag slogs bort från en kärna så att en kort egg formades. Ursprungligen slås endast avslag från den en sidan av kärnan (så kallad unifacial teknik). Ganska snart började dock förmänniskorna att slå avslag från kärnans bägge sidor (bifacial teknik) och eggen blev successivt allt längre tills den nådde runt kärnans hela omkrets. Handyxan användes förmodligen till många olika saker, allt från att stycka djur till att gräva upp rotknölar. Efterhand började man använda även avslagen, till exempel som knivar, skrapor och pilspetsar. Den första avslagsteknologin kallas levalloisteknik. Därefter utvecklades också en spånteknologi. 
Spånen blev allt mindre och de så kallade mikrospånen uppkom under mesolitikum. Av mikrospånen tillverkas mikroliter, små vassa föremål som kan fästas in i ben- och hornföremål för att tillsammans skapa långa eggar, sårvidgare, mothak och spetsar i kompositverktyg. Detta gjorde att råmaterialet kunde utnyttjas maximalt.
Sedermera gick människorna tillbaka till den bifaciala tekniken för att framställa yxor, dolkar, skäror och pilspetsar. 
Flintdolkarna började allt mer efterlikna de bronsföremål som successivt blev vanligare och vanligare, men som ännu var långt ifrån allmän egendom. När tekniken nådde sin fulländning under slutet på neolitikum, framställdes mycket komplexa föremål som fiskstjärtsdolkar, dolkar som utgjorde ett statusföremål bland män. Dessa var eftertraktade långt ifrån de platser i Sydskandinavien där de främst tillverkades.
På en del platser användes stenverktyg fortfarande på 1900-talet, men stenhantverket tappar avsevärt i betydelse i och med bronsåldern.

## Forskningshistorik
Redan under 1700-talet uppkom föreställningen att vissa stenföremål var mycket gamla. Många människor menade att föremålen var antedeiluvianska, de hade uppkommit före syndafloden. Företrädare för denna teoribildning var Charles Lyell och Jacques Bourcher de Perthes.
Under 1800-talet delade den danske arkeologen Christian Jürgensen Thomsen in förhistorien i tre delar, efter att han noterat stilmässiga förändringar på föremål, vilket i sin tur gav möjlighet till seriation av artefakter. Detta visade enligt Thomsen att stenverktygen var äldre än bronsverktygen vilka i sin tur var äldre än järnföremålen. Detta arbete gjordes inför öppningsutställningen på museet Det Kgl. Museum for Nordiske Oldsager i Köpenhamn. Denna utställning ordnades efter Thomsens indelning (som numera kallas Treperiodsystemet), och vid denna utställning introducerades begreppet stenåldern. 
År 1859 föreslog Jens Jacob Worsaae att stenåldern skulle delas in i en äldre och en yngre del. År 1865 kom Lubbocks Pre-historic Times, as Illustrated by Ancient Remains, and the Manners and Customs of Modern Savages, där han myntade begreppet paleolitikum såväl som begreppet neolitikum. 1872 kompletterades denna uppdelning av arkeologen Westrop, med en mellanstenålder (mesolitikum), men det begreppet fick ingen riktig betydelse förrän på 1920 och 30-talen. Det är dock Vere Gordon Childe, som gjort det begreppet vedertaget i och med hans användande av det i den andra upplagan av sin bok ”The Dawn of Europe” från 1947.

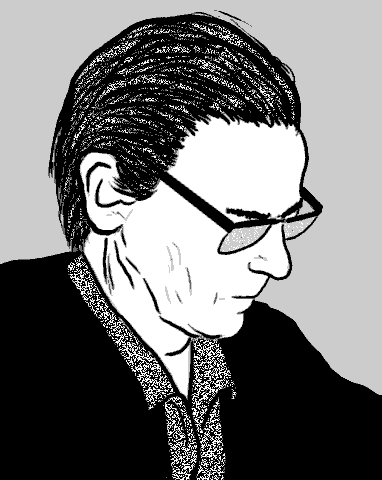
André Leroi-Gourhan.

### Kända stenåldersarkeologer
Många arkeologer har intresserat sig för stenåldern. Bland de mest namnkunniga finns Vere Gordon Childe som studerade stenåldern från ett marxistiskt perspektiv. Gordon Childe grävde bland annat ut en neolitisk boplats vid Skara Brae på Orkneyöarna och myntade flera viktiga arkeologiska begrepp, inte minst "den neolitiska revolutionen".
Andra arkeologer som har studerat stenåldern är André Leroi-Gourhan, Lewis Binford, liksom den svenske arkeologen Mats P. Malmer.